# مارل، آلمان
شهر مارل، آلمان (به آلمانی: Marl, Germany) در ایالت نوردراین-وستفالن در کشور آلمان واقع شده‌است.